# Buire-au-Bois
Buire-au-Bois è un comune francese di 238 abitanti situato nel dipartimento del Passo di Calais nella regione dell'Alta Francia.

## Storia

### Simboli
Lo stemma comunale è stato adottato nel 1996 su proposta degli Archives du Pas-de-Calais. I tre martelli sono ripresi dal blasone dei signori di Mailly, feudatari del luogo dal XIII al XVIII secolo e che nel XVII secolo fecero costruire il castello ancora esistente; la ghianda nel capo è un riferimento ai boschi di querce che un tempo abbondavano intorno al paese.

## Società

### Evoluzione demografica
Abitanti censiti